# Magdalena Środa
Magdalena Środa, roz. Ciupak, (* 7. ledna 1957, Varšava) je významná polská univerzitní pedagožka, filozofka, ve veřejném prostoru angažovaná publicistka a ateistka. Zaobírá se především politickou filozofií, aplikovanou etikou, feminismem a společenskými problémy.

## Biografie[1]

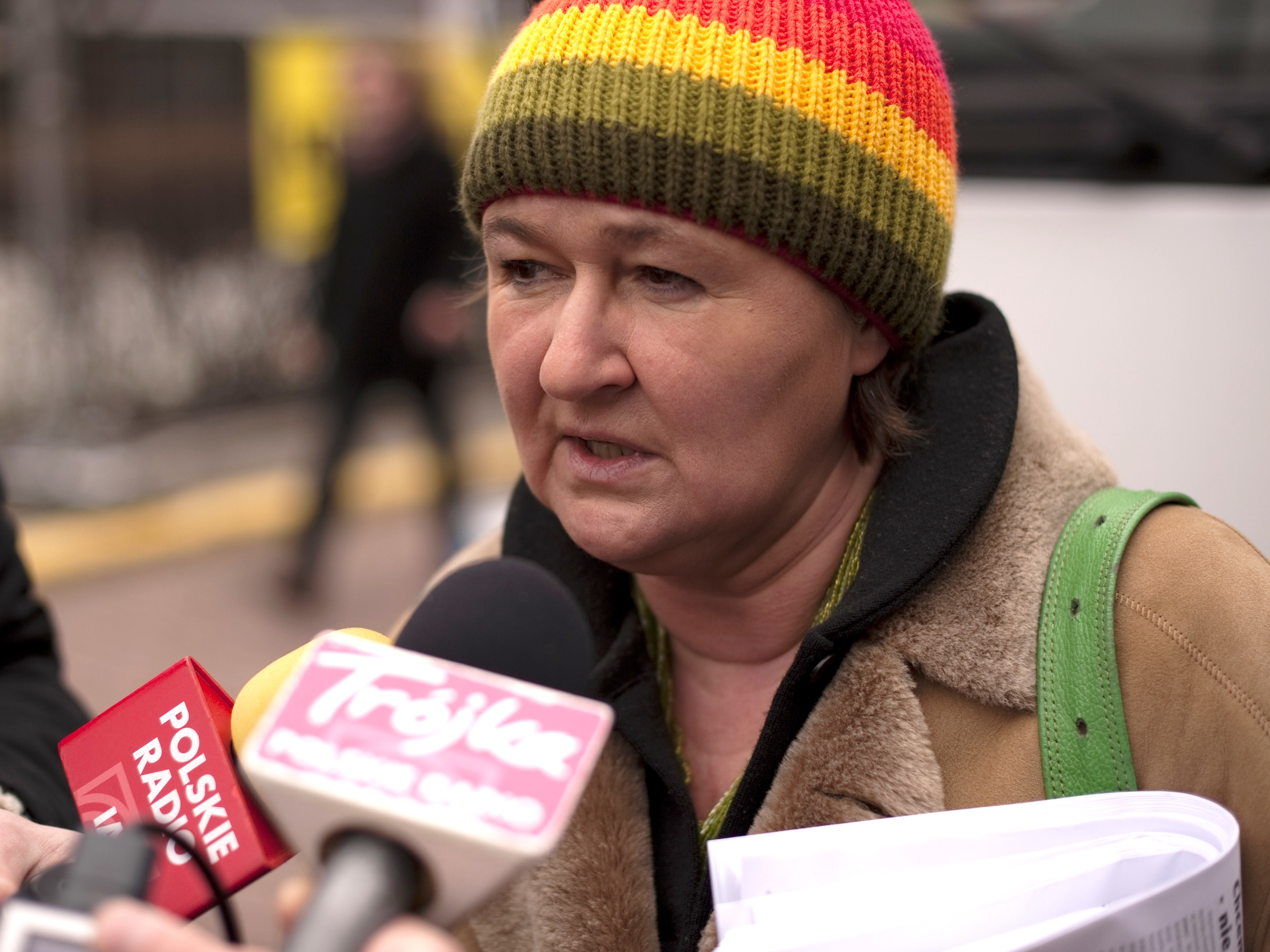
Magdalena Środa (Varšava, 2009)

Pochází ze vzdělané polské rodiny. Je dcerou polského marxisticky orientovaného sociologa, profesora Edwarda Ciupaka (1930-2011) a jeho první manželky, socioložky, dr. Zofie Ciupak. Když bylo Magdaleně 10 let, tak se její rodiče rozvedli. V roce 1981 obhájila diplomovou práci s názvem „Dwa źródła moralności w filozofii Henryka Bergsona“, v roce 2004 se habilitovala prací na téma „Indywidualizm i jego krytycy.“. Vyučuje na svojí alma mater, Varšavské univerzitě.
V roce 2009 kandidovala neúspěšně do Evropského parlamentu za polskou politickou iniciativu středolevých stran ‚Porozumienie dla Przyszłości‘ (PdP).
Je vdaná, má jedno dítě, dceru Agátu (* 1983), která také vystudovala sociologii na Varšavské univerzitě (2001-2005) a posléze ‚Nová média‘ (2004-2007) na odborně zaměřené vysoké škole ve Varšavě. Agáta pracuje jako počítačová grafička. Dle svých vlastních slov je ona sama, stejně jako její matka, muž a dcera, nevěřící.

## Ocenění
Polský deník Gazeta Wyborcza (organizuje její příloha ‚Wysokie Obcasy‘) jí udělil titul ‚Polka roku 2009‘.

## Výběr z publikační činnosti
- Środa, Magdalena. Idea godności w historii i etyce. 1993.
- Środa, Magdalena. O wartościach, normach i problemach moralnych: wybór tekstów z etyki polskiej dla nauczycieli i uczniów szkół średnich. 1994.
- Środa, Magdalena. Idee etyczne starożytności i średniowiecza. Podręcznik do etyki dla klasy pierwszej szkoły średniej.
- Środa, Magdalena. Idee etyczne starożytności i średniowiecza. Podręcznik do etyki dla klasy pierwszej szkoły średniej.
- Środa, Magdalena. Ta straszna Środa? 256 S.Magdalena Środa

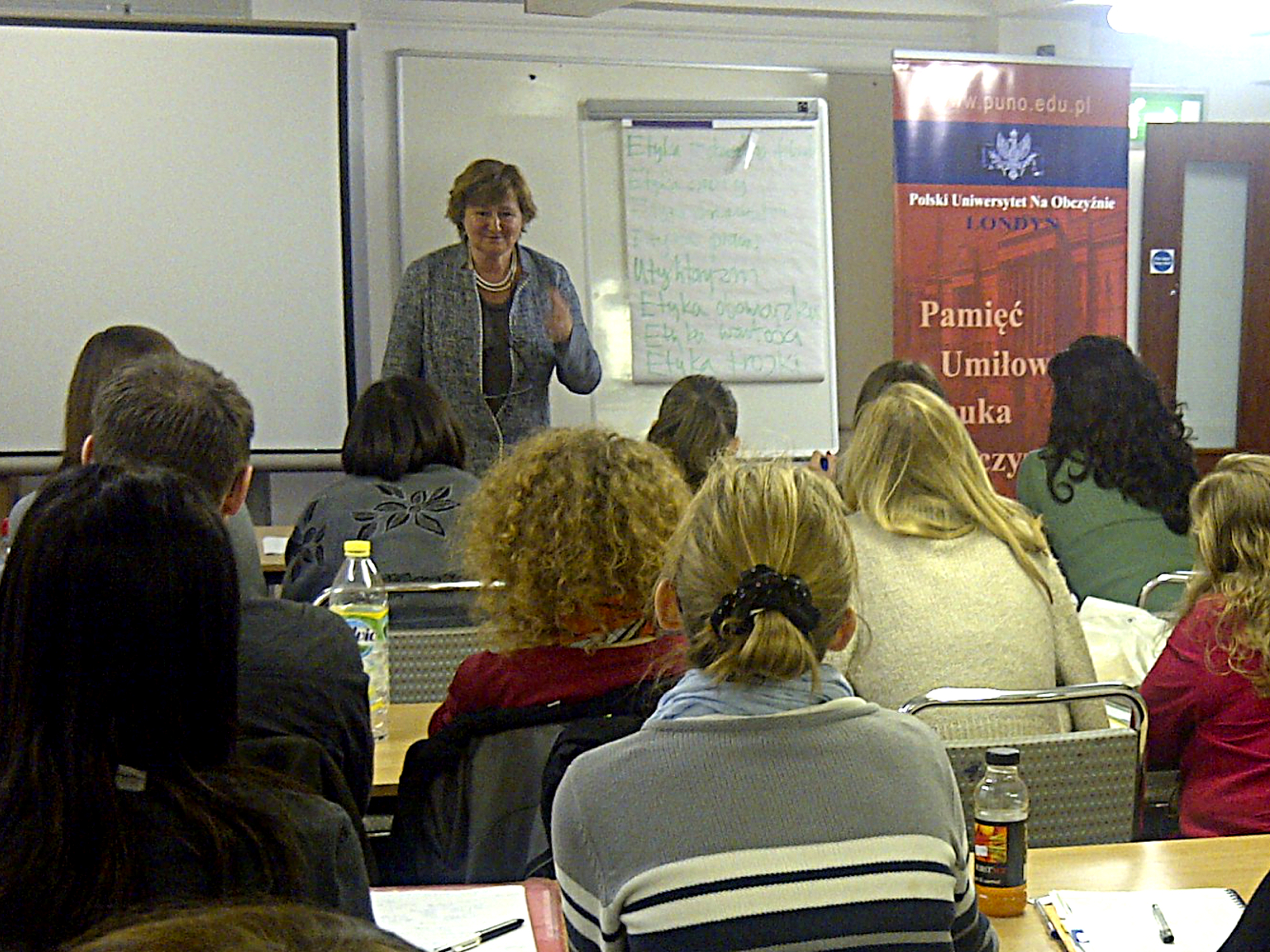
Magdalena Środa

- Środa, Magdalena. Indywidualizm i jego krytycy: współczesne spory między liberałami, komunitarianami i feministkami na temat podmiotu, wspólnoty i płci. Warszawa, 2003. 459 S. (Téma její habilitace.)
- Środa, Magdalena. Mała książka o tolerancji.
- Środa, Magdalena. O gender i innych potworach.
- Środa, Magdalena. Etyka dla myślących: podręcznik dla szkół ponadgimnazjalnych.
- Środa, Magdalena. Etyka dla myślących: podręcznik dla szkół ponadpodstawowych.
- Środa, Magdalena. Kobiety i władza. 2009. 472 S.